# 吉兰丹河
吉蘭丹河（馬來語：Sungai Kelantan；英語：Kelantan River）是馬來西亞主要河流之一，為馬來西亞半島東北部的主要河流，流域坐落在馬來西亞吉蘭丹州境內。

## 概況
發源自蒂蒂旺沙山脈上的烏魯士拔山（海拔2161公尺），主流长248公里，流域面積11900平方公里，涵蓋馬來西亞大漢山國家公園的一部分。流經處的主要城市有瓜拉吉賴、丹那美拉、巴西馬和首府哥打峇魯，出口處為南海。
吉蘭丹河主要分成四段，其首20英里為柏迪斯河（Sungai Betis），其次為能吉利河（Sungai Nenggiri），接著加臘士河（Sungai Galas），最後與勒比河（Sungai Lebir）匯成吉蘭丹河。:8

## 主要支流
- 吉蘭丹河
  - 勒比河（Sungai Lebir）：瓜拉吉賴縣 督阿冷
  - 加臘士河[3]（Sungai Galas）：話望生縣 達蓬
    - 柏高河（Sungai Pergau）
    - 能吉利河（Sungai Nenggiri）
      - 柏迪斯河（Sungai Betis）

  - 雙溪榴蓮（Sungai Durian）
  - 饒河（Sungai Nal）
  - 索谷河（Sungai Sokor）
  - 古夏河（亦音譯古舍河。）（Sungai Kusial）：丹那美拉縣 古舍
  - Sungai Sat
  - Sungai Bagan
  - Sungai Mak Neralang

## 主要橋樑
- 蘇丹雅哈耶布特拉大橋[4]（馬來語：Jambatan Sultan Yahya Petra；英語：Sultan Yahya Petra Bridge），主要橋樑，雙向四車道。跨越吉蘭丹河下游主幹，將坐落在東岸的該州首府哥打峇魯市和西岸郊區連接起來。全長840公尺（2757尺），[5]是馬國第一座收費大橋。[6]1962年9月14日奠基，1965年4月17日[7]由時吉蘭丹蘇丹雅哈耶布特拉（英语：Yahya Petra of Kelantan）開幕，[8]耗資520萬令吉，由於該州財政貧弱，故採取收費的做法。[6]值得一提的是，該橋樑的承建商建發公司，為該國富豪林梧桐所有，是他早期的事業之一。[9]日後該橋日益擁塞，2013年2月，為紓緩交通而在該橋兩邊另外建設的單通道高架橋建竣，成為雙向六車道橋樑。[10][11]

- 基里瑪橋（英語：Guillemard Bridge；馬來語：Jambatan Guillemard），單軌鐵道桁架橋，坐落在吉蘭丹州境內，跨越吉蘭丹河主幹，自馬樟縣起至丹那美拉縣境內，全長609.6公尺，是馬來西亞國境內最長的鐵道橋。建於1920年4月，建竣於1924年4月，由英國的都城嘉慕公司（時名Metropolitan Amalgamated Railway Carriage and Wagon Company Ltd）承建。1924年7月19日[12]，在吉蘭丹蘇丹伊斯邁的邀請下，時任海峽殖民地總督暨馬來聯邦高級專員的基里瑪爵士（英语：Laurence Guillemard）親臨開幕，蘇丹伊斯邁則以基里瑪爵士命名該橋[13]。開通以後，吉蘭丹即與吉打、海峽殖民地、馬來聯邦、柔佛以鐵道相通，在當時英國殖民政府規劃下，吉蘭丹將與暹北[14]、仰光[15]相通，通過數千里的鐵道，與緬甸、法屬印度支那連接。[16]1941年12月，馬來亞戰役中敗退的吉蘭丹區英軍炸毀部分橋身以阻止日軍前進，之後戰爭期間日軍工程師修復失敗故一直無法通行，直到1948年9月7日再次修復後，才恢復通車，再度允許所有交通工具通行[17]。1988年2月1日，丹那美拉大橋（英语：Tanah Merah Bridge）建竣通車以後，僅行火車，目前為馬來亞鐵道公司所用。[16][18]

- 蘇丹伊斯邁懸索橋（馬來語：Jambatan Gantung Sultan Ismail；英語：Sultan Ismail Suspension Bridge），坐落吉蘭丹州境內，跨越吉蘭丹河支流的饒河（Sungai Nal），全長21.34公尺，寬9.14公尺。曾經是沿著吉蘭丹河貫通吉蘭丹州領南北的馬來西亞8號聯邦公路（英语：Malaysia Federal Route 8）中，連接馬來西亞半島西海岸與吉蘭丹哥打巴魯的陸路橋樑，1986年新橋建竣取代後廢棄，如今為歷史遺址，是吉蘭丹史上惟一一座懸索橋。1932年4月19日，由吉蘭丹蘇丹伊斯邁開幕。[19]

## 災害
馬來半島東岸每年11月至3月期間，會因亞洲內陸持續吹來東北季候風從而形成綿長的雨季。該季候風自南海與暹羅灣處攜來大量水汽並在馬來半島東部降水。其中吉蘭丹河流域每逢雨季時期常見水災肆虐。自20世紀有記錄以來，該流域地區在1927、1967和2014年均發生了歷史上特別重大的災情。其中因為吉蘭丹河口三角洲地區，以首府哥打峇魯為中心，聚集了大量的人口的緣故，每逢雨季輒有大量人口和聚落蒙受災害，如1967年時，吉蘭丹州即有七成的村莊和近半的人口受災。

## 外部連結
- 吉蘭丹河面監測站 現況數據及歷史數據（英文）（页面存档备份，存于）
- 馬來西亞沿河城鎮華人故事 母親河 吉蘭丹河（简体中文）